# Bennie Dee Warner
Bennie Dee Warner (Nyamahn, Marshall Territory, 30 april 1935
– 27 oktober 2024) was een Liberiaans staatsman en geestelijke. Van 31 oktober 1977 tot 12 april 1980 diende hij als vicepresident van Liberia onder president William R. Tolbert, Jr.

## Biografie
Bennie Dee Warner is de zoon van een Namibische moeder en een Liberiaanse vader en werd op 30 april 1935 geboren in Nyamahn, Marshall Territory (het huidige Margibi County). Hij werd als jongeman onder de hoede genomen door Beck Warner, de kleindochter van voormalig president Daniel Bashiel Warner (r. 1864-1868). Zij zorgde ervoor dat hij onderwijs kon genieten en opgroeide binnen de Americ-Liberiaanse gemeenschap (het zogenaamde "Ward"-systeem, waarbij zonen en dochters van de naturellen geplaatst werden in Americo-Liberiaanse gezinnen en zo een "westerse" opvoeding genoten). Als blijkt van erkentelijkheid nam Bennie de achternaam "Warner" aan. Hij volgde onderwijs aan Gbarnga United Methodist Mission School (1949-1953) en het Booker T. Washington Institute (1953-1956). Vervolgens haalde hij een B.Sc.-diploma aan het Cuttington University College, Bong County, Liberia (1960) en aan de Universiteit van Syracu, Syracus, New York behaalde hij een M.Sc.-diploma (1962). Nadien studeerde hij theologie aan de Universiteit van Boston, Massachusetts. Hij sloot deze studie af met een M.A. en een Th.M. (1971). Cuttington University (1974) en de Universiteit van Liberia (1975) verleenden hem later eredoctoraten.
In 1962 werd hij bevestigd tot diaken van de United Methodist Church en in 1964 werd Warner ouderling van dat kerkgenootschap. Later werd hij als predikant bevestigd. Van 1962 tot 1968 was hij als pastor verbonden aan de Methodistenkerk te Gbarnga en van 1968 tot 1971 was hij als pastor verbonden aan de Methodistische kerkgemeente in Boston. Na zijn terugkeer in Liberia in 1971 werd hij Chaplain (kapelaan) van de College of West Africa. Van 1972 tot 1973 was hij rector van die universiteit.
Na het overlijden van bisschop Stephen Trowen Nagbe werd Warner op 20 februari 1973 tot zijn opvolger gekozen. Hij werd gekozen voor de termijn van acht jaar. Als bisschop zette hij zich in voor Christelijke waarden en sociale gerechtigheid. Hij was de aanjager van de protestbeweging tegen het legaliseren van gokken en het bouwen van een casino. Aanvankelijk werd hij gerekend tot de oppositie tegen het bewind van de True Whig Party - een partij die al sinds 1878 ononderbroken aan de macht was - maar toen president William Tolbert hem vroeg om vicepresidentschap op zich te nemen, was hij daar in 1977 toe bereid. (Het ambt van vicepresident was vacant als gevolg van het overlijden van James Edward Greene op 22 juli 1977.) Op 3 augustus 1977 werd hij als zodanig gekozen.
Zijn critici verweten hem dat hij door de zijde van de regering te kiezen zijn geloofwaardigheid had verloren, zeker toen bleek dat hij in 1979 aan leek de geven dat hij de legalisering van gokken zal steunen, zij het dan welo onder strikte voorwaarden.
Op het moment dat de regering van president Tolbert middels een staatsgreep ten val was gebracht door een groep militaire samenzweerders (12 april 1980) bevonden vicepresident Warner en zijn familie zich in de Verenigde Staten van Amerika. Daarmee ontliep hij waarschijnlijk de doodstraf die veel andere leden van de regering-Tolbert kregen opgelegd door de nieuwe Liberiaanse regering. Aanvankelijk ging Warner naar Ivoorkust waar hij naar verluidt een poging ondernam om een regering-in-ballingschap te vormen. Toen pogingen hiertoe mislukten vestigde hij zich permanent in de VS. De Liberiaanse Methodistische Kerk ontnam hem - mogelijk onder druk van de regering - zijn bisschopsambt. In de Verenigde Staten was Warner pastor in Oklahoma City, waar hij ook doceerde aan de Oklahoma City University. Later was pastor in Syracuse, New York en superintendent van de United Methodist Church van Camden District, Arkansas.
Dee Warner overleed op 27 oktober 2024 op 89-jarige leeftijd.

## Bron
- (en)  D. Elwood Dunn en Svend E. Holsoe: Historical Dictionary of Liberia, The Scarecrow Press, Metuchen, New Jersey en Londen 1983